# Almoloya, Puebla
Almoloya är en ort i Mexiko.   Den ligger i kommunen Pahuatlán och delstaten Puebla, i den sydöstra delen av landet, 140 km nordost om huvudstaden Mexico City. Almoloya ligger 1 251 meter över havet och antalet invånare är 151.
Terrängen runt Almoloya är bergig åt nordost, men åt sydväst är den kuperad. Runt Almoloya är det ganska tätbefolkat, med 230 invånare per kvadratkilometer. Närmaste större samhälle är Huauchinango, 15,9 km sydost om Almoloya. I omgivningarna runt Almoloya växer i huvudsak blandskog.